# James Dew Chaplin
Pour les articles homonymes, voir Chaplin (homonymie).
James Dew Chaplin (20 mars 1863-23 août 1937) est un homme politique canadien de l'Ontario. Il est député fédéral conservateur de la circonscription ontarienne de Lincoln de 1917 à 1935.

## Biographie
Né à Toronto dans le Canada-Ouest, Chaplin étudie à l'école publique de St. Catharines et devient président de la Chaplin Wheel Company, de Canada Axe and Harvest Tool Company et de Wallingford Manufacturing Company.
Chaplin entame une carrière publique en siégeant au conseil municipal de St. Catharines. Élu député conservateur de Lincoln en 1917, il est réélu en 1921, 1925, 1926 et en 1930. En 1926, il devient ministre du ministre du commerce dans l'éphémère gouvernement d'Arthur Meighen.
Son frère, Alexander Dew Chaplin (en), et sa petite-fille, Edna Anderson, ont également siégé à la Chambre des communes du Canada.